# Los Perdedores (DC Comics)
Los Perdedores es el nombre dos equipos ficticios, el original fue creado por la editorial DC Comics, y el segundo equipo creados el sello editorial Vertigo, de propiedad de DC, al ser una reinvención del primero.
La primera encarnación original de Los Perdedores era un equipo de combatientes de la Segunda Guerra Mundial. Creado por Robert Kanigher, se convirtió en un elemento habitual en las historias de guerra donde su escenario principal fue la Segunda Guerra Mundial en el Universo DC, donde se destacó en la serie mensual Our Fighting Forces, apareciendo en la edición #123, (enero-febrero de 1970), aunque su primera aparición se remonta a G.I. Combat #138 (Noviembre de 1969).
El equipo que apareció en el sello Vertigo se basa en una versión libre del equipo original, debutando en la serie The Losers #1 (agosto de 2003) y creado por Andy Diggle, dibujando por Jock, Shawn Martinbrough, Nick Dragotta, Ale Garza y Ben Oliver, el letrista Clem Robins, los entintadores como Lee Loughridge y los editores Will Dennis y Zachary Rau.

## Biografía del equipo de DC Comics:Los Perdedoresoriginales (1969-1982)
Antes de la formación del grupo, cada personaje tiene sus propias aventuras en historietas de antología bélica de DC Comics. El Capitán Johnny Cloud, un piloto navajo piloto que siempre destruía sus aviones después de una misión, había aparecido por primera Vez en All-American Men of War # 82-115 (publicados entre 1960 y 1966); la pareja de Gunner y Sarge habían aparecido por primera vez en la edición #67 del mismo título (en marzo de 1959) antes de ser transferidos a la revista de historietas Our Fighting Forces para una carrera en 50 números, entre los tomos # 45 al #94 (mayo de 1959 - agosto de 1965). El Capitán Storm, un comandante del barco PT Boat, tenía su propio título, que duró tan solo 18 números desde 1964 hasta 1967.
Su primera aparición como grupo fue al lado del equipo que formaba parte el Tanque Embrujado en G.I. Combat #138 (octubre-noviembre 1969) en una aventura titulada "Los Perdedores". El equipo del Tanque no había podido destruir una estación de radar nazi y fueron reforzados con el apoyo de "Los Perdedores". Los hombres tenían que por sí solos sobrevivir después a batallas desastrosas por separado. Un grupo fuerte fue de ocho hombres que se había recuperado volverían al sitio de la estación de radar nazi, para destruirlo. Antes de eso, el Capitán Storm, Gunner y Sarge (junto con El perro demoníaco luchador) se unieron una vez antes de luchar contra algunos oficiales de la marina japoneses Capitán Storm #13. Ellos tendrían su propia serie de unos meses más tarde (enero/febrero de 1970), como característica principal de la serie Our Fighting Forces, iniciando en la edición #123. Sus historias como equipo fueron escritas por Robert Kanigher e ilustrados por una variedad de artistas, sobre todo Sam Glanzman, Russ Heath, John Severin, y también Joe Kubert.
El grupo sirvió en casi todos los frentes de la guerra,  en Europa, África y el Pacífico, conociendo a otros personajes de DC Comics de la Segunda Guerra Mundial, como el Tanque Embrujado, y al Sargento Rock. El equipo tuvo brevemente un miembro femenino llamada Ona Tomsen, que formó parte del movimiento de resistencia noruego, quien se unió al equipo en la edición #135. Al mismo tiempo, el equipo perdió brevemente el Capitán Storm, que sufrió de amnesia (y perdió un ojo) debido a la explosión de una bomba. Se uniría en la edición #141, cuando Capitán Storm reapareció con un solo ojo, le apodaron el Pirata de palo. El artillero 'Dog' Pooch también se unió al equipo para algunas misiones.

### Autores de la serie
Robert Kanigher fue el escritor original y principal de la serie, y destacó la mala suerte del grupo. El los describió como antihéroes, y las historias hicieron hincapié en los aspectos negativos de la guerra. 
Durante la guerra de Vietnam, Kanigher añadió esta filosofía a muchos de las historietas bélicas de DC. También tuvieron en común con la mayoría de las historietas bélicas de DC que circulaban en la época, las espectaculares ilustraciones de la portadas fueron hechas por Joe Kubert. Ken Barr hizo el arte del primer número, con Ross Andru y Mike Esposito participando en los comentarios en la edición #124. John Severin, veterano de las historietas de Marvel Comics con su trabajo en Sargento Fury y sus Comandos Aulladores, realizando su trabajo artístico en la edición #132. Esta serie duró hasta la llegada de Jack Kirby cuando este se convirtió en el escritor y artista de la serie en la edición #151 en otoño de 1974. Mientras que Kirby disfrutaba haciendo la serie, le cambió la filosofía de la historia de una manera que a menudo fue muy desfavorecida por los fanes, al juzgar los comentarios en las páginas los títulos de la serie. Aun así, hubo comentarios favorables acerca de su serie en los últimos años y DC Comics lanzó en forma recopilatoria.
En la edición #163, Bob Kanigher regresaría a escribir la historieta con Jack Lehti haciendo el arte. Para la edición #164, Ric Estrada como dibujante y George Evans el escritor, Evans hizo todos los deberes artísticos en la edición #166. Él continuó con la serie hasta el último número, el #181 (septiembre/octubre de 1978). Una historia que fue programada originalmente para aparecer en el #182, escrita por Kanigher y dibujada por Evans había sido titulada como "Los Jóvenes Perdedores:  Jóvenes Leones", finalmente apareció cuatro años después en la serie El soldado desconocido #265 (julio de 1982).

### Los Últimos días del equipo: El final
Según la Crisis en las Tierras Infinitas, el equipo terminó en Markovia durante la primavera de 1944, junto a los super-héroes que llegaron al lugar, como Geo-Force y el Doctor Polaris, que estaban defendiendo las torres creadas por el monitor. Los secuaces demonios sombra del Antimonitor los toca a cada uno, destruyéndolos.
Con el reordenamiento del Universo DC resultó en un final diferente para el equipo. En Los Perdedores Especial #1, escrito por Kanigher e ilustrado por Glanzman, Los Perdedores (junto con Pooch) murieron en acción durante 1945, mientras había sido destruido un sitio de misiles alemán; Sarge murió con una bayoneta, el Capitán Storm murió al caerle una granada, y el resto fueron masacrados por las balas de aviones. El especial fue publicado en 1985, durante la Crisis en las Tierras Infinitas como edición impresa especial, y siguió siendo el final definitivo del equipo durante varios años.
Durante la década de 1990, un renacimiento breve de corta duración de los Creature Commandos resucitan a Gunner como miembro guerrero cyborg del nuevo equipo. Gunner y Sarge se encuentran con vida y fuera de su propia línea de tiempo en una historia de la serie Birds of Prey, al estar atrapados en un campo de prisioneros en una línea fluctuante del tiempo en la Isla Dinosaurio, ahora con un "Pooch" que entrenó a un Velociraptor. No se sabe si de alguna manera regresaron en el tiempo para concluir sus vidas o si esto los trajo al presente y continuaron sus aventuras en la isla.
En la historia especial "Snapshot: Recuerdo" en la miniserie limitada retrospectiva Universo DC: Legados #4, estableciendo una reunión el 4 de julio de 1976, se revela que Los Perdedores sobrevivieron al final de la guerra. Storm trabaja para la Oficina móvil de Asuntos de Veteranos, Gunner es un veterinario en memoria del Pooch ahora muerto, Sarge es dueño de una cadena de estaciones de servicio de gasolina a lo largo de la costa este y Johnny Cloud es un parlamentario en su tercer mandato. Los otros asistentes son Jeb Stuart del Tanque Embrujado, Gravedigger, Mademoiselle Marie y  posiblemente el Soldado Desconocido.

### Aparición en el elseworld,DC: La Nueva Frontera
Un final alternativo fue presentado directamente en su continuidad en una miniserie limitada de 2004 DC:La Nueva Frontera. En ella, el grupo fue enviado a Isla Dinosaurio durante diciembre de 1945 a rescatar la Rick Flag ya que posee una información importante en tiempos de guerra. Una vez que se van de la isla, uno por uno, mueren debido a los peligros que ocurren en la isla. Gunner se estrella contra Tyrannosaurus rex. Storm es arrebatado por bestias que vuelan. Sarge desaparece al intentar matar al mismo T-Rex. Pooch es golpeado por una trampa-bomba que ha´bia colocado Rick Flag. Johnny Cloud, después de asegurar el rescate de Flag, concluye la misión, sacrificándose en una misión de venganza contra el mismo T-Rex. En su epitafio, que fue escrito por Johnny Cloud:. 

"Preguntenle a mi familia y ellos te dirán que yo era Navajo. Pregunteles a la Fuerza Aérea del Ejército y van a decir que era estadounidense, pero si le preguntas a mis hermanos, Ellos te dirán lo correcto que era. John Cloud era un perdedor".

### Our Fighting Forces #1(2010) Tomo único
En 2010, DC publicó una serie de cinco tomos únicos con personajes y títulos revividos de su línea de cómics bélicos "clásicos", entre los que se destaca Our Fighting Forces, con Los Perdedores. Este tomo único fue escrito por B. Clay Moore y dibujado por Chad Hardin y Wayne Foucher. La historia contó con el equipo "clásico", Johnny Cloud, el Capitán Storm, y Gunner y Sarge.

### Los Nuevos 52/DC Rebirth
En la continuidad de DC; Post-Los Nuevos 52/DC Renacimiento, los restos mortales de los perdedores yacen sobre Isla Dinosaurio.

## Historia de sobre la publicación de la versión Vertigo:Los Perdedores
Andy Diggle habló sobre el desarrollo de su concepto de su versión del equipo desarrollado a partir de sus conversaciones con el editor Will Dennis sobre el título original de Vértigo:

Tenía que demostrar que yo podía hacer mi trabajo en primer lugar. Así que hablamos de renovar a un viejo personaje de DC de cualquier tipo. Quería escribir una serie de crimen contemporáneo, de suspenso y algo en ese tipo de género. Empezamos tratando de pensar en un personaje que pudiese renovar Vertigo. Pensé que Jonny Double pudiera hacer exactamente eso. Él era un personaje de la serie de historietas Showcaseo algo así. Yo nunca había oído escuchar de él, pero Azzarello dijo que arrancara con un tema oscuro y quebrado, renobamos el personaje con una pequeña miniserie . Ese fue el modelo en el que estábamos pensando, encontramos algo tan oscuro como eso. [...]
Estabamos buscando en todas las enciclopedias y material en línea, pero no pude encontrar nada que pudiera trabajar. Un día, Will me llamó y dijo, "Hey, ¿alguna vez has oído hablar de "Los Perdedores"? Y yo dije, "Bueno, en realidad no, pero es un gran título. Yo podría hacer algo con un título como ese." Fui directamente a buscar en Wikipedia y leí sobre quienes fueron "Los Perdedores", y eran todo eso, pero nunca había leído las historias originales. Yo hice un punto al no hacerlo.

A pesar de que originalmente pensó en volver hacer algo como el original y haciendo un cómic bélico:

[P] ero entonces se me ocurrió (ya que Garth Ennis ya estaba haciendo War Stories) en Vertigo, ya que estaba enfocada la historia sobre la Segunda Guerra Mundial, así como estaba cubierta por Howard Chaykin y David Tischman, que estaban haciendo El Siglo Americano, que era uno de los 50 historietas de crimen de Vertigo. Como esas bases ya estaban cubiertas, así como el tema sobre el infierno, le cambiamos el concepto original, manteniendo el título y llegar con lgo totalmente nuevo partiendo de cero. Lo único que guardé desde mi idea original, era que si se trataba de un grupo de soldados que estaban muertos pero resulta que en realidad no están muertos, sólo que están fingiendo por alguna razón. Se lanzó originalmente como una miniserie de cuatro números, iba a ser mucho más una serie de crimen y bélica, con un tono de los Reyes Magos o Los Klling Kelly. Pasó por una drástica mutación.

La Historieta mensual finalizó en 2006 después de 32 números, pero nunca fue cancelada. Según Diggle, "Todo el mundo siempre piensa que fue cancelado. esta fue siempre la intención de que la serie durase entre dos a tres años"

### Premisa del equipo de Vertigo:Los Perdedores(2003-2006)
Con la reinvención de Los Perdedores estableció en contra de los eventos que rodearon e incluyeron la guerra contra el terrorismo. Originalmente uno de los equipos de las Fuerzas Especiales está integrado junto con la Agencia Central de Inteligencia. En los años 90, Los Perdedores fueron traicionados por director, Max, y fue dado por muerto después del fin de sus operaciones. Ansiosos de venganza y con la oportunidad de eliminar sus nombres de una lista secreta muerta de la CIA, Los Perdedores se reagrupan y realizan operaciones encubiertas contra la CIA y sus intereses, descubriendo sorprendentes operaciones encabezadas por el enigmático Max, cuya influencia dentro del gobierno de los Estados Unidos y la CIA no tiene precedentes.

### Personajes
- El teniente coronel Franklin Clay: - El Líder, fácilmente identificable por un uso consistente de un traje negro y sin corbata. Un planificador meticuloso, le gusta tomar la iniciativa y es un excelente líder, Clay alberga el mayor rencor contra Max, que a veces aparece visiblemente enojado ante la sola mención de su nombre. Es posiblemente, el nieto de Sarge Clay de los personajes originales Los Perdedores en su serie de historietas,[3] como le dijo a su antiguo comandante general, "Mi abuelo murió luchando contra el eje ya que solamente seguía "siguiendo órdenes."[35]

- capitán William Roque: - El segundo al mando, fácilmente identificado por su gran cicatriz vertical en el lado derecho de su cara y un comportamiento frío. Su sed despiadada por el dinero motiva a la mayoría de sus acciones, incluyendo la traición en los miembros del equipo de Los Perdedores y muchos de sus subordinados. Él es conocido por tener una colección de dagas y cuchillos, y que lucha con cuando no utiliza una pistola.

- capitán Jake Jensen: - Conocido como el pirata informático, caracterizado por su cabello rubio de punta, gafas y una barba de chivo visible en la barbilla. Conocido por su forma rápida de hablar sin cesar, y que muchas veces lo mete en problemas y prevé una serie de tangentes conversacionales. Él es capaz de romper todos los obstáculos cibernéticos como descifrar los más complejos algoritmos hasta convertirlos con mucha facilidad de accesarlos, es muy hábil en el uso de la mayoría de los sistemas informáticos y de comunicaciones.

- El sargento. Carlos 'Cougar' Álvarez: - Conocido como el francotirador, identificado por su sombrero de vaquero y comportamiento misterioso y embrujado. Es taciturno y lacónico como resultado de un incidente traumático de combate en Afganistán.

- El sargento Linwood 'Chucho' Porteous: - Es conocido como el piloto, identificable por su cabeza rapada y aspecto relajado, conocido por operar cualquier vehículo de tierra, aire o mar con facilidad. A pesar de su relación con la CIA y las Fuerzas Especiales, está casado y tiene hijos. De vez en cuando puede se burlan de él por los otros miembros de Los Perdedores, especialmente Jensen, para referirse a sí mismo en tercera persona.

- Aisha al-Fadhil: - Conocida como bala perdida, identificado por su pirsin en la ceja y su pelo amarrado atrás. Colabora con Los Perdedores en como su socio debido a que comparten intereses comunes sobre su objetivo de matar a Max. Experta en todas las habilidades de combate, con especial énfasis en combate cuerpo a cuerpo y reconocimiento, fruto de una educación dura en Afganistán y Pakistán, luchando principalmente como una niña contra soldados soviéticos durante la guerra soviética en Afganistán . Ella es una asesina a sangre fría que prefiere dejar cadáveres en lugar de sobrevivientes cuando se acopla con el enemigo.

### Recepción
En la semana después del estreno de la adaptación de la historieta al cine, The Losers: Libro #1 encabezó en el periódico New York Times entre la lista de historietas de bolsillo más leídos.

### Premios
En 2004, la serie ganó el Premio Eagle como la "nueva historieta favorita"; y fue nominado para el premio de "Mejor Serie Nueva" en los premios Eisner. En 2006, Jock fue nominado para el "el mejor dibujante portadista" en los premios Eisner, en Los Perdedores.

### Adaptación cinematográfica (La versión de la serie vértigo)
The Losers (conocida en español como Los Perdedores) es la película de acción que adaptó la novela gráfica homónima de Andy Diggle. Dirigida por Sylvain White, contó con un reparto coral encabezado por Idris Elba, Jeffrey Dean Morgan, Chris Evans, Óscar Jaenada y Zoe Saldaña. The Losers fue estrenada en Estados Unidos el 23 de abril de 2010.

## Otras versiones

### Flashpoint
En la serie limitada y evento conocido como Flashpoint, Gunner fue miembro del Equipo 7, una unidad élite de soldados liderado por Grifter. Gunner y la mayoría de sus compañeros fueron asesinados en el último momento, en un ataque fallido contra un campamento yihadista de entrenamiento.

## Publicación
DC Comics
- G.I. Combat #138 (octubre/noviembre de 1969) "The Losers" 14 páginas
- Our Fighting Forces #123-181 (enero/febrero de 1970-julio/agosto de 1978)
- Soldado Desconocido #250 (abril de 1981) "The Traitor Without a Face!" 25 páginas.
- Soldado Desconocido #265 (julio de 1982) "Young Losers - Young Lions!" 8 páginas
- Crisis en las Tierras Infinitas #3 (junio de 1985) "Oblivion Upon Us" 25 páginas
- Los Perdedores Especial #1 (1985) "Losers Die Twice" 40 páginas
- DC: La Nueva Frontera #1 (marzo de 2004) "Analog Heroes" 32 páginas
- Our Fighting Forces #1 (noviembre de 2010) "Winning Isn't Everything" 22 páginas

Vertigo
- *Los Perdedores #1-32 (agosto de 2003 - marzo de 2006)

### DC Comics
- The Losers by Jack Kirby (recopila Our Fighting Forces #151-162, 240 páginas, tapa dura, marzo de 2009, ISBN 1-4012-2165-3)[23]
- Showcase Presenta: Los Perdedores (recopila G.I. Combat #138, Our Fighting Forces #123-150, 456 páginas, Impresión de tapa suave, abril de 2012, ISBN 1-4012-3437-2)

### Vertigo
Durante la publicación mensual que tuvo la serie completa se ha recogido en una serie de historietas en formato rústico. Todas las historias son escritas por Andy Diggle, con Jock ecomo artista.
- Ante Up (recopila # 1-6, 158 páginas, 2004, ISBN 1-4012-0198-9 )
- Double Down (con Shawn Martinbrough, recopila # 7-12, 144 páginas, 2004, ISBN 1-4012-0348-5)
- Trifecta (con Nick Dragotta y Alé Garza , recopila # 13-19, 168 páginas, 2005, ISBN 1-4012-0489-9)
- Close Quarters (con Ben Oliver, recopila # 20-25, 144 páginas, 2006, ISBN 1-4012-0719-7)
- Endgame (con Colin Wilson, recopila # 26-32, 168 páginas, septiembre de 2006, ISBN 1-4012-1004-X)

En 2010, un "doble volumen", incluyendo tanto Ante Up y Double Down, fueron lanzados para empatar con la adaptación de la película; y un segundo libro para recoger el resto de la serie.
- Libro 1 (recopila # 1-12, 304 páginas, ISBN 1-4012-2733-3)
- Libro 2 (recopila # 13-32, 480 páginas, ISBN 1-4012-2923-9)